# Porpax parishii
Porpax parishii är en orkidéart som först beskrevs av John Lindley och Heinrich Gustav Reichenbach, och fick sitt nu gällande namn av Robert Allen Rolfe. Porpax parishii ingår i släktet Porpax och familjen orkidéer. Inga underarter finns listade i Catalogue of Life.